# أحمد بن عاصم الأنطاكي
أحمد بن عاصم الأنطاكي (140 - 239 هـ) أحد علماء أهل السنة والجماعة أحد العلماء في القرن الثالث الهجري، كان أبو سليمان الداراني يسميه «جاسوس القلوب» لقوة فراسته، وصفه الذهبي بأنه «الإمام القدوة، واعظ دمشق».

## شيوخه
كان من طبقة الحارث المحاسبي، وبشر الحافي، روى عن أبي معاوية الضرير، ومخلد بن الحسين، والهيثم بن جميل، وإسحاق بن إبراهيم الحنيني.

## تلاميذه
وروى عنه أحمد بن أبي الحواري، ومحمود بن خالد، وأبو زرعة الدمشقي، ومحمود بن خالد، وعبد العزيز بن محمد الدمشقي.

## من أقواله
- من كان بالله أعرف كان منه أخوف.
- من الغنيمة الباردة أن تصلح ما بقي من عمرك، فيغفر لك ما مضى منه.[2]
- اليقين نور يجعله الله في قلب العبد حتى يشاهد به أمور آخرته، ويخرق بقوته كل حجاب بينه وبين ما في الآخرة حتى يطالع تلك الأمور كالمشاهد لها.[3]
- إمام كل عمل علم، وإمام كل علم عناية.[4]